# Martial Outlaw
Martial Outlaw (br:  Reencontro Mortal) é um filme de ação e artes marciais produzido nos Estados Unidos em 1993, escrito por Thomas Ritz e  dirigido por Kurt Anderson.

## Sinopse
Kevin White é um agente policial investigando uma transação de drogas de milhões de dólares por um chefão da máfia russa. Ele divide seu plano de combate as drogas com seu irmão Jack. Mas Jack é um policial corrupto e usa as informações para sua própria vantagem. Mas os irmãos vão ter que se unir para enfrentar esse traficante russo.

## Elenco
- Jeff Wincott.... Kevin White
- Gary Hudson.... Jack White
- Vladimir Skomarovsky.... Niko
- Krista Errickson.... Lori White
- Richard Jaeckel.... Mr. White
- Stefanos Miltsakakis.... Sergei
- Natasha Pavlovich....Mia